# Renault Autoblindée 1914
El Renault modèle 1914, también llamado Renault Autoblindée 1914 fue un automóvil blindado usado por el ejército francés en los comienzos de la Primera Guerra Mundial. Fue uno de los primeros automóviles blindados producidos por la compañía fundada por Louis Renault situada por aquel entonces en Boulogne-Billancourt, un suburbio de París. Como la mayoría de los automóviles blindados de la época, se desarrolló a partir de carrocerías blindadas montadas sobre chasis de automóviles civiles e iban armados con una ametralladora.

## Historia y desarrollo
En 1905 la firma Renault ya era pionera en la industria automotriz de rápido crecimiento. Situada en Boulogne-Billancourt, un suburbio de París, la compañía fundada por Louis Renault ya presentó en 1909, quizás, inspirado por el Charron modelo 1905 y, atrajo un interés limitado del ejército, un vehículo portador de ametralladoras con escudo protegido Hotchkiss. Sin embargo, poco después del comienzo de la guerra, junto con Hotchkiss, Schneider-Creusot, De Dion Bouton, Panhard et Levassor, Gasnier, Archer, Latil y Peugeot, Renault presentó en 1914 su propio modelo.

### Renault Autoblindée 1914
Este primer modelo fue aceptado y de él se construyeron cincuenta unidades hasta principios de 1915, como vehículos 4 × 2 con un compartimento trasero abierto, armados con una ametralladora media St. Étienne M1907 calibre 8 mm. El vehículo, estaba relativamente blindado, con placas verticales de entre 4 y 6 mm de espesor; estas conformaban un compartimento cerrado de conducción (con una única persiana blindada), mientras que el compartimento trasero abierto, era lo suficientemente grande como para dos soldados (cargador y artillero). El acceso para todos los miembros de la tripulación era a través de este compartimento abierto. La ametralladora estaba protegida por un gran escudo frontal, con un afuste que proporcionaba elevación manual vertical completa (90°) y transversal; era cargada mediante peines de 25 cartuchos de 8 mm. Este modelo tenía una distancia al suelo de 24 cm, una distancia entre ejes de 3,35 m, con tracción delantera 4 × 2 con transmisión manual, y un motor de gasolina Renault refrigerado por agua. Los ejes descansaban sobre suspensiones de ballestas.
Aunque en un principió se ordenaron cien, solo se construyeron 50 antes de que se descubrieran sus limitaciones. El afuste de la ametralladora era problemático, y la cadencia de disparo y el alcance del arma no eran suficientes para los cometidos previstos. Por otro lado, el blindaje era demasiado ligero para proteger contra disparos de fusiles, ametralladoras y esquirlas de obús, mientras que el compartimento abierto dejaba a la tripulación vulnerable. Aunque, probablemente lo peor de todo, fue la tracción delantera que resultó inadecuada en las operaciones. En 1916, los supervivientes fueron retirados para ser reconstruidos al estándar Renault Modelo 1915, que se parecía al vehículo blindado Peugeot modelo 1914 , con una variante armada con un cañón de 37 mm (Autocanon) o una ametralladora Hotchkiss M1914 (Automitrailleuse) detrás de un escudo.

### Automóviles blindados de similares características, uso y época
- Austro-Daimler Panzerautomobil
- Austin (vehículo blindado)
- Charron modelo 1905
- Ehrhardt EV/4
- Automóvil blindado Minerva
- Hotchkiss mle 1909
- Lanchester 4×2
- Lancia IZ
- Peugeot modelo 1914
- Automóvil blindado Rolls-Royce
- Romfell (PA.2)
- White AM modelo 1915/1918

- Anexo:Vehículos blindados de combate de la Primera Guerra Mundial